# 宪政中国网
宪政中国网（Website Constitutional China）是一家位于中国武汉的宪法学与行政法学网站，是一个纯公益性学术网站，隶属于武汉大学宪法学与行政法学学科并由其运营，于2004年由武汉大学比较宪法研究中心、武汉大学宪政与法治国家研究中心联合创办于2004年。
宪政中国网站的中文名称“宪政中国”一词在语汇上是对梁启超“少年中国”的借鉴，由武汉大学法学院教授周叶中在《中国法学》2002年第6期发表的文章《宪政中国初论》中提出。“宪政中国”便成为宪政中国网站宗旨，周叶中指出，今日中国的前途与命运主要取决于宪政建设，在中国加入了WTO后，在各种依法治国方案层出不穷之时，在宪法意识缺乏仍然是包括法学界在内的中国理论界最普遍、最严重的“集体缺钙症”的情况下，强调“宪政中国”而不是“法治中国”，便显得举足轻重。
宪政中国网原始域名为ccluojia.com，它是武汉大学宪政与法治国家研究中心的官方网站，2007年因经费和人员等问题停办，2009年2月23日重新开通，新域名为www.ccwhu.com。目前，几经波折的宪政中国网已经无法访问。